# Tidsaxel över Irakkriget

## 2003
- Mars Hål grävs i sandvallen som skiljer Irak och Kuwait åt, massiva mängder med trupper från USA samlas i Kuwait.
- 18 mars George W. Bush ger Saddam Hussein ett ultimatum via TV: Ta din familj och lämna Irak inom 48 timmar - annars anfaller vi. Redan samma dag utfärdade Iraks revolutionsråd en kommuniké om att inga andra länder har rätt att bestämma vem som leder Irak.
- 19 mars Kriget inleds med några tiotal kryssningsrobotar och styrda bomber mot ett fåtal byggnader i Bagdad som CIA pekat ut som troliga tillhåll för Saddam Hussein och hans närmaste ledning. Några timmar senare talar Saddam i TV till folket, men osäkerhet råder om det verkligen var han, eller om det var ett förinspelat band. Amerikansk soldat på patrull.

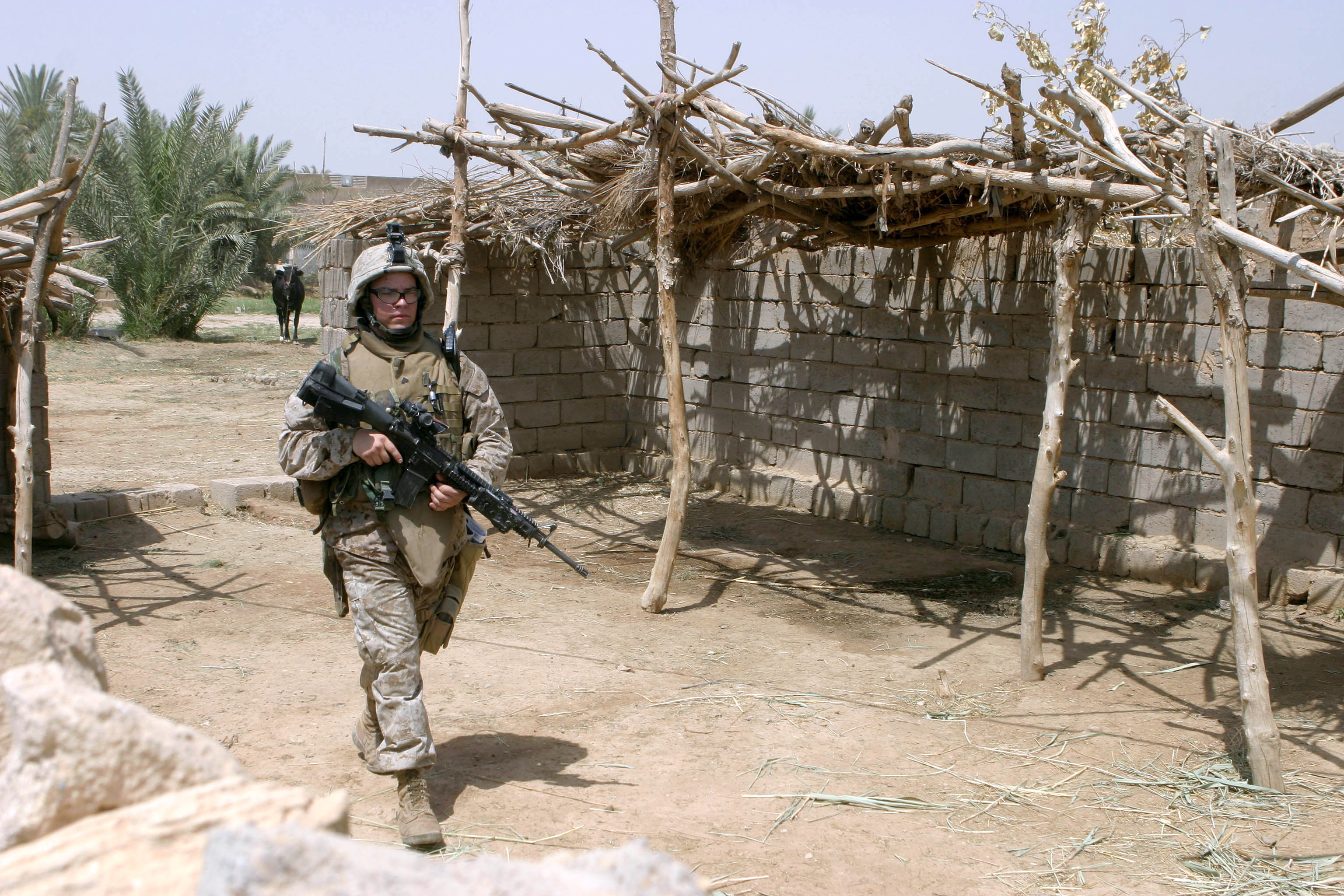
Amerikansk soldat på patrull.

- 20 mars Ytterligare några mindre attacker genomförs.
- 21 mars Pentagon säger att detta är dagen för det massiva flyganfallet som det talats om, den så kallade A-dagen. Massiva bombningar skakar Bagdad.
- 7 april Brittiska styrkor uppger att de intagit Basra. Amerikanska styrkor rapporteras har tagit Bagdads flygplats.
- 9 april Centrala Bagdad faller i de allierades händer, efter att det irakiska försvaret har kollapsat.
- 11 april Mosul kapitulerar.
- 14 april Tikrit faller efter 24 timmar. Pentagon meddelar avslutning av alla större militära operationer i Irak. Samtliga oljefält i Irak är under koalitionens kontroll.
- 1 maj George W. Bush förklarar kriget över.
- 13 juli Ett styrande råd utses som får till uppgift att utse en provisorisk regering som kan ta över styrandet av Irak från den amerikanska ockupationsmakten.
- 21 juli Saddams söner och tronarvingar, Qusay och Uday Hussein samt Qusays son Ali dödas i en eldstrid efter ett tips om deras gömställe.
- 19 augusti FN:s högkvarter i Bagdad utsätts för ett bombattentat. Sammantaget 21 personer dödas och 160 skadas. Bland de omkomna finnas Sergio Vieira de Mello, FN:s särskilda sändebud i Irak. Samtidigt har fler amerikanska soldater dött i liknande attentat än som dog under själva kriget.
- 22 september Ännu ett bombattentat riktat mot FN i Bagdad. Antalet FN-anställda i Irak minskas successivt till omkring 40 från att ha varit drygt 600 i början av augusti.
- 26 september Den irakiska rådsmedlemmen Akila al-Hashemi dödas i en attack i Bagdad.
- 13 december Saddam Hussein fångas vid en bondgård utanför sin hemstad Tikrit.

## 2004
- 4 april Ockupationsmyndigheterna stänger den radikale predikanten Muqtada al-Sadrs tidning al-Hawza, vilket resulterar i att hans anhängare inleder de största stridigheterna hittills i de södra Shiamuslimska delarna av Irak.
- 5 april USA inleder ett anfall, kallat Operation Vigilant Resolve, mot staden Falluja sedan den allt mer kommit att hamna under motståndsrörelsens kontroll. Detta resulterar i de hårdaste striderna hittills i kriget med dussintals stupade amerikanska soldater. Stridigheterna slutar med att USA retirerar från staden och i praktiken blir Falluja en fristad för motståndsrörelsen.
- 17 april Spaniens nyvalda regering uppfyller sitt vallöfte och drar tillbaka sina trupper från Irak. Av regeringens kritiker uppfattades detta vara en följd av terroristattacken i Madrid den 11 mars.
- 11 maj En islamistisk webbsida lägger upp en videofilm som visar avrättningen av den amerikanska gisslan Nick Berg, detta utlöser en våg av kidnappningar och avrättningar av utlänningar.
- 28 juni Den amerikanska ockupationen slutar officiellt och makten lämnas över till en temporär regering.
- 16 juli Filippinerna drar tillbaka sina trupper från Irak för att den kidnappade filippinske medborgaren Angelo de la Cruz skall släppas levande.
- 25 augusti Efter hårda strider hela augusti förhandlar storayatollan Ali al-Sistani fram en vapenvila mellan Mahidarmén och ockupationsstyrkorna i Najaf.
- 11 september Den 1 000:e amerikanska soldaten stupar i Irak.
- 1 oktober Amerikanska trupper återtar kontrollen i staden Samarra, vilken tidigare i praktiken fallit i motståndsrörelsens händer. Detta ses som ett startskott till att återta kontrollen i fler rebellkontrollerade städer. Senare meddelar dock Pentagon att dessa operationer uppskjuts till efter presidentvalet i USA för att inte påverka dess utgång.

## 2005
- 31 december Vid årets slut hade 2 183 soldater ifrån USA dött, dock inte alla i Irak: en del omkom av sina skador efter olyckor och strider i Irak och en del under transporter dit.

Dödsantalet på den Irakiska sidan är inte helt säkert, men det rör sig mellan 100 000-750 000 personer.

## 2006
- 8 januari Rapporter om ökat våld. En amerikansk helikopter havererar under helgen av okänd anledning vilket resulterar i att alla ombord, 12 personer, dör. Fem amerikanska soldater har också förlorat livet i olika angrepp av motståndsrörelsen i närheten av al-Falluja.
- 5 november Saddam Hussein döms till döden genom hängning.
- 26 november Kriget i Irak har pågått längre än USA:s engagemang i andra världskriget.
- 30 december Saddam Hussein avrättas